# Кодэмматё (станция)
Станция Кодэмматё (яп. 小伝馬町駅 кодэмматё: эки) — железнодорожная станция на линии Хибия расположенная в специальном районе Тюо, Токио. Станция обозначена номером H-15. Была открыта 31-го мая 1962 года.

## Планировка станции
Две платформы бокового типа и два пути.
| 1 | ○ Линия Хибия | Гиндза ・ Эбису ・ Нака-Мэгуро ・(Линия Тоёко) Хиёси ・ Кикуна |
| 2 | ○ Линия Хибия | Уэно ・ Кита-Сэндзю ・(Линия Исэсаки) Тобу-Добуцукоэн          |

## Близлежащие станции
| «                  |                    | Линия              |                    | »                  |
| Линия Хибия (H-15) | Линия Хибия (H-15) | Линия Хибия (H-15) | Линия Хибия (H-15) | Линия Хибия (H-15) |
| ------------------ | ------------------ | ------------------ | ------------------ | ------------------ |
| Нингётё (H-14)     | Нингётё (H-14)     | -                  | Акихабара (H-16)   | Акихабара (H-16)   |